# USS Barbel (SS-580)
USS Barbel (SS-580) – amerykański okręt podwodny o napędzie konwencjonalnym, jednostka wiodąca okrętów typu Barbel – ostatniego amerykańskiego typu okrętów podwodnych nie wyposażonych w napęd atomowy. Konstrukcję tego okrętu oparto na projekcie kadłuba USS "Albacore" (AGSS-569), co stanowiło próbę opracowania operacyjnej wersji tego okrętu podwodnego, z radykalnie zmienionym sposobem ukształtowania kadłuba.
Jako okręt bojowy, "Barbel" musiał być zdolny do sprawnego wykonywania manewrów na małej głębokości oraz operacji z niewielką szybkością. Stąd też, w odróżnieniu od oryginalnego USS "Albacore" został wyposażony w stery głębokości umieszczone na dziobie okrętu, które po jakimś czasie zostały jednak przeniesione na boczne powierzchnie kiosku. Okręt otrzymał sześć umieszczonych na dziobie wyrzutni torpedowych kalibru 21 cali (533 mm), z przestrzenią na 16 torped zapasu. Z uwagi na zwężająca się rufę okręt nie otrzymał rufowych wyrzutni torpedowych. W zakresie systemów akustycznych wyposażono go w sonary: BQR-2, BQS-4 oraz SQS-4 i system kontroli ognia. Też wzrosła liczba członków załogi w związku ze znacznie większymi rozmiarami "Barbel". Okręty typu Barbel posiadały wyporność nawodną 2150 ton (przy 1242 t "Albacore"), były wyposażone w 3 generatory Diesla oraz dwa relatywnie niewielkie silniki elektryczne o mocy 3125 koni mechanicznych, co pozwalało im na osiągnięcie prędkości podwodnej 18,5 węzła. Średnica kadłuba, wynosząca w najszerszym miejscu 29 stóp (8,84 m), pozwoliła na umieszczenie w jego śródokręciu trzech pełnych pokładów, co znacznie zwiększyło przestrzeń możliwą do wykorzystania dla systemów kontroli oraz przez pomieszczenia mieszkalne załogi.
USS "Barbel" (SS-580) został wycofany ze służby w US Navy 4 grudnia 1989 roku, 30 stycznia 2001 roku został zatopiony jako okręt cel.